# Cono dual y cono polar

Un conjunto C y su cono dual C^{*}

El cono dual y el cono polar son conceptos estrechamente relacionados en el análisis de convexidad, una rama de matemáticas.

## Cono dual

Un conjunto C y su cono polar C^{o}. El cono dual y el cono polar son simétricos entre sí con respecto al origen

### En un espacio vectorial
El cono dual C* de un subconjunto C en un espacio vectorial X sobre los números reales, como por ejemplo el espacio euclídeo Rn, siendo su espacio dual X* el conjunto
{\displaystyle C^{*}=\left\{y\in X^{*}:\langle y,x\rangle \geq 0\quad \forall x\in C\right\},}
donde {\displaystyle \langle y,x\rangle } es la dualidad pareada entre X y X*, es decir, {\displaystyle \langle y,x\rangle =y(x)}.
C* es siempre un cono convexo, incluso si C no es ni convexo ni un cono.

### En un espacio vectorial topológico
Si X es un espacio vectorial topológico sobre números reales o complejos, entonces el cono dual de un subconjunto C ⊆ X es el siguiente conjunto de funcionales lineales continuos en ' 'X:
{\displaystyle C^{\prime }:=\left\{f\in X^{\prime }:\operatorname {Re} \left(f(x)\right)\geq 0{\text{for all }}x\in C\right\}},
que es el polar del conjunto -C. 
No importa qué sea "C", {\displaystyle C^{\prime }} será un cono convexo.
Si C ⊆ {0} entonces {\displaystyle C^{\prime }=X^{\prime }}.

### En un espacio de Hilbert (cono dual interno)
Alternativamente, muchos autores definen el cono dual en el contexto de un Espacio de Hilbert real (como Rn equipado con el producto interno euclidiano) como lo que a veces se llama el cono dual interno.
{\displaystyle C_{\text{internal}}^{*}:=\left\{y\in X:\langle y,x\rangle \geq 0\quad \forall x\in C\right\}.}
Usando esta última definición para C*, tenemos que cuando C es un cono, se cumplen las siguientes propiedades:
- Un vector y distinto de cero está en C* si y solo si se cumplen las dos condiciones siguientes:

1. y es un normal en el origen de un hiperplano que supports C.
2. y y C se encuentran en el mismo lado del hiperplano de soporte.

- C* es closed y convexo.
- {\displaystyle C_{1}\subseteq C_{2}} implica {\displaystyle C_{2}^{*}\subseteq C_{1}^{*}}.
- Si C tiene un interior no vacío, entonces C* es puntiagudo, es decir, C* no contiene ninguna línea en su totalidad.
- Si C es un cono y el cierre de C es puntiagudo, entonces C* tiene un interior no vacío.
- C** es el cierre del cono convexo más pequeño que contiene C (una consecuencia de teorema del hiperplano de separación)

## Conos duales
Se dice que un cono C en un espacio vectorial X es autodual si X puede equiparse con un espacio prehilbertiano ⟨⋅,⋅⟩ tal que el cono dual interno relativo a este producto interno es igual a C.
Aquellos autores que definen el cono dual como el cono dual interno en un espacio de Hilbert real suelen decir que un cono es autodual si es igual a su dual interno.
Esto es ligeramente diferente de la definición anterior, que permite un cambio de producto interno.
Por ejemplo, la definición anterior hace que un cono en Rn con base elipsoidal sea autodual, porque el producto interno se puede cambiar para hacer que la base sea esférica, y un cono con base esférica en Rn es igual a su dual interno.
El ortante no negativo de Rn y el espacio de todos los positive semidefinite matrices son autoduales, al igual que los conos con base elipsoidal (a menudo llamados "conos esféricos", "conos de Lorentz" o, a veces, "conos de helado"). ").
También lo son todos los conos en R3 cuya base es la cáscara convexa de un polígono regular con un número impar de vértices.
Un ejemplo menos habitual es el cono de 'R3 cuya base es la "casa": el casco convexo de un cuadrado y un punto fuera del cuadrado que forman un triángulo equilátero (de la altura adecuada) con uno de los lados del cuadrado.

## Cono polar

La polar del cono convexo cerrado C es el cono convexo cerrado C^{o}, y viceversa

Para un conjunto C en X, el cono polar de C es el conjunto
{\displaystyle C^{o}=\left\{y\in X^{*}:\langle y,x\rangle \leq 0\quad \forall x\in C\right\}.}
Se puede ver que el cono polar es igual al negativo del cono dual, es decir, Co = −C*.
Para un cono convexo cerrado C en X, el cono polar es equivalente al  polar set para C.